# آمار زیستی

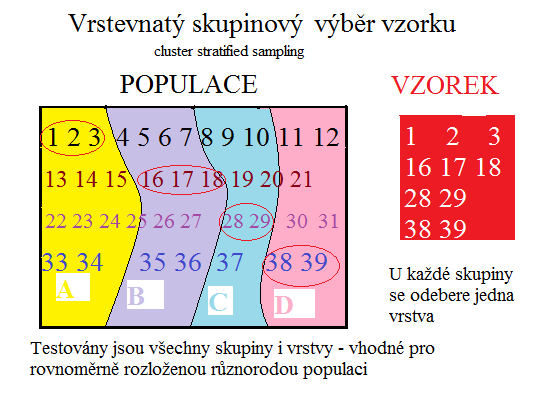
آمار زیستی

آمار زیستی (به انگلیسی: Biostatistics) (یا بیومتری)، استفاده از آمار دربارهٔ گسترهٔ وسیعی از موضوعات در زیست‌شناسی است. علم آمار زیستی شامل طراحی آزمایش‌های زیست‌شناختی (به‌ویژه در پزشکی، داروسازی، کشاورزی و شیلات)، سپس گردآوری، خلاصه‌سازی، و تحلیل داده‌های حاصل از آن آزمایش‌ها و در نهایت تفسیر و استنتاج آماری نتایج حاصل است. یک شاخهٔ مهم از این علم، آمار زیستی پزشکی‌ست، که منحصراً به پزشکی و سلامت مربوط است.
هم‌اکنون این رشته در دانشگاه‌های تهران و دیگر شهرستان‌ها تا مقطع دکتری تدریس می‌شود.

## زیرشاخه‌ها

### آمار زیستی توصیفی
این شاخه از آمار زیستی تلاش دارد تا اطلاعات موجود در علم زیست‌شناسی را به صورت کمی خلاصه‌سازی کند. به این منظور از جدول‌ها و نمودارها استفاده می‌شود.

### آمار زیستی استنتاجی
شامل روش‌هایی برای نتیجه‌گیری در مورد چیزی براساس داده‌های یک گروه کوچک از جمعیت و سپس تعمیم آن نتیجه به کل جمعیت است. به‌طور کلی از برآورد و آزمون‌های فرض برای استنتاج استفاده می‌گردد.

## کاربردها

### اندام‌شناسیوکالبدشناسی
آمار زیستی در حوزهٔ اندام‌شناسی و کالبدشناسی برای تعریف فرد سالم و ناسالم در یک جمعیت مورد استفاده قرار می‌گیرد. همچنین تعیین حدود حالت عادی در متغیرهایی مانند وزن و میزان تپش قلب از دیگر کاربردهای آمار زیستی‌ست.

### داروشناسی
آمار از ابزارهای اساسی و مهم در داروشناسی است. در هنگام بررسی اثرات دارو، تغییرات در یک انسان یا حیوان مورد مطالعه ممکن است به واسطهٔ شانس یا به واسطهٔ اثر دارو بوده باشد. برای تشخیص این موضوع از آمار زیستی بهره گرفته می‌شود. همچنین آمار زیستی در مقایسهٔ اثر دو داروی مختلف یا دو دوز مختلف از یک دارو مورد استفاده قرار می‌گیرد. برای یافتن قدرت اثر نسبی دارو نسبت به یک داروی استاندارد نیز از این علم بهره گرفته می‌شود.

### پزشکی
برای مقایسهٔ کارایی یک درمان از این علم استفاده می‌شود. به این منظور درصدی از بیماران که در آزمایش درمان شده‌اند، بهبود یافته‌اند یا فوت کرده‌اند با گروه کنترل مقایسه می‌شوند و تفاوت‌های در اثر شانس یا موارد دیگر با به‌کارگیری روش‌های آماری یافت می‌شوند.
یک کاربرد دیگر آمار، یافتن وابستگی میان دو صفت (مانند سیگار کشیدن و وجود سرطان در فرد یا داشتن فیلاریاز و طبقهٔ اجتماعی بیمار) است. به این منظور از تست‌های آماری مناسب با توجه به موضوع مطالعه مورد استفاده قرار می‌گیرند.

### همه‌گیرشناسی
آمار زیستی از ابزارهای تحلیل مطالعات همه‌گیرشناسی است. در همه‌گیرشناسی از سه سنجهٔ آماری که معرف اندازه شیوع و بروز یک رخداد که معمولاً بیماری است، استفاده فراوان می‌شود؛ این سه سنجه عبارتند از شیوع لحظه‌ای، بروز تجمعی (خطر) در فاصلهٔ دو زمان مشخص و میزان بروز.

### زیست‌فناوری
زیست‌فناوری می‌تواند در طیف گسترده‌آی از موضوعات نظیر اصلاح ژنتیکی گیاهان و حیوانات و درمان‌های ژنتیکی، پزشکی و تولید دارو و حتی تولید انرژی مورد استفاده قرار بگیرد. همهٔ این موارد با طراحی یک چیز و سپس بررسی کارایی مورد انتظار از آن انجام می‌شوند. تعیین این کارایی نیازمند تجزیه و تحلیل‌های آماری نتایج حاصل می‌باشد.

### ژنتیک
استفادهٔ گسترده از روش‌های آماری در ژنتیک انسانی را می‌توان در پروژه ژنوم انسان، بررسی پیوستگی ژنتیکی و توالی‌یابی مشاهده کرد.

### علم محیط زیست
به تصویر درآوردن وضعیت طبیعت به منظور تلاش برای تشخیص تغییرات محیط زیست، مطالعات مربوط به توضیح تأثیرات احتمالی از یک تغییر برنامه‌ریزی شده یا تصادفی در محیط زیست و مطالعات پایه‌ای برای مستندسازی وضعیت فعلی محیط زیست از مواردی هستند که با استفاده از روش‌های آمار زیستی انجام می‌شوند.

### تغذیه
نقش آمار زیستی طی دو دههٔ گذشته در علوم تغذیه بسیار پررنگ شده‌است. امروزه آمار زیستی سیستم‌ها در تحلیل کمی اطلاعات درشت‌مولکول‌های زیستی نقش مهمی دارد.